# NGC 3414
NGC 3414 = Arp 162 ist eine linsenförmige Galaxie mit aktivem Galaxienkern vom Hubble-Typ SB0 im Sternbild Leo Minor am Nordsternhimmel. Sie ist schätzungsweise 64 Millionen Lichtjahre von der Milchstraße entfernt und hat einen Durchmesser von etwa 80.000 Lj. 
Halton Arp gliederte seinen Katalog ungewöhnlicher Galaxien nach rein morphologischen Kriterien in Gruppen. Diese Galaxie gehört zu der Klasse Galaxien mit diffusen Filamenten.
Im selben Himmelsareal befinden sich u. a. die Galaxien NGC 3380, NGC 3400, NGC 3418.
Das Objekt wurde am 11. April 1785 von William Herschel entdeckt.